# عبدالرحمن بن محمد بن أشعث
عبدالرحمن بن محمد بن اشعث که معمولاً به نام پدربزرگش به نام ابن الاشعث شناخته می‌شود، یکی از اشراف و فرماندهان نظامی برجستهٔ عرب در دوران خلافت اموی بود که برای رهبری شورشی نافرجام علیه نایب‌السلطنهٔ اموی در شرق، یعنی حجاج بن یوسف در سال‌های ۷۰۰–۷۰۳ م مشهور شده‌است.
سرکوب قیام ابن اشعث به معنی پایان یافتن قدرت اشراف قبیله‌ای عراق بود که از این پس زیر کنترل مستقیم نیروهای سرسختْ وفادارِ سوریِ حکومتِ اموی قرار گرفت. شورش‌های بعدی در زمان یزید بن مُهَلَّب و زید بن علی نیز شکست خورد و تا این سلطهٔ سوریان بر عراق تا هنگام پیروزی انقلاب عباسی تداوم یابد.